# UFC on ESPN: Hall vs. Strickland
O UFC on ESPN: Hall vs. Strickland (também conhecido como O UFC on ESPN 28 e UFC Vegas 33) foi um evento de artes marciais mistas promovido pelo Ultimate Fighting Championship que aconteceu em 31 de julho de 2021 nas instalações do UFC Apex em Enterprise, Nevada, parte da Área Metropolitana de Las Vegas, Estados Unidos.

## História
Uma luta no peso médio entre Uriah Hall e Sean Strickland era esperada para ocorrer no UFC 265: Lewis vs. Gane. Entretanto, a luta foi remarcada para este evento.
Jinh Yu Frey era esperada para enfrentar a estreante Istela Nunes, mas teve que se retirar da luta devido a problemas de documentação e foi substituída por Ashley Yoder.
Uma luta no peso mosca entre Zarrukh Adashev e Juancamilo Ronderos era esperada para ocorrer neste evento. Entretanto, Ronderos foi retirado do card e substituído por Ryan Benoit.